# Il prigioniero di Zenda (film 1937)
Il prigioniero di Zenda (The Prisoner of Zenda) è un film del 1937, diretto da John Cromwell, prima versione sonora del romanzo di Anthony Hope più volte portato in precedenza sullo schermo.
Un turista inglese, abile spadaccino, si trova nel regno di Ruritania. Qui il sovrano viene rapito e, per sventare i piani dell'usurpatore, il turista, sosia del re, impersona Sua Altezza sino alla liberazione di quest'ultimo. Il doppio ruolo di Rudolf Rassendyll e del re di Ruritania, già interpretato nelle precedenti versioni mute da James K. Hackett, Henry Ainley e Ramón Novarro, fu affidato alla star inglese Ronald Colman.
Nel 1991, il film è stato scelto per la conservazione dal National Film Registry della Biblioteca del Congresso degli Stati Uniti.

## Trama
In Ruritania, uno staterello dei Balcani, giunge in vacanza il maggiore Rudolf Rassendyll, lontano parente del sovrano locale, Rudolf V. I due, quando si incontrano a palazzo, scoprono di essere uno la copia dell'altro: parlando delle loro comuni origini, brindano alla loro parentela. Ma il vino che beve il re è stato drogato da Black Michael, il suo fratellastro che aspira al trono e che vuole togliere di mezzo Rudolf. Il re, incosciente, si trova nelle cantine mentre si svolge la cerimonia dell'incoronazione nella quale viene sostituito dal suo sosia, il maggiore Rassendyl. Tutto sembra filare liscio. Ma Rassendyl, quando la conosce, si innamora della principessa Flavia, la promessa sposa del cugino che, ignara della sua vera identità, ne ricambia il sentimento, trovando in lui un uomo finalmente diverso da quello che ha conosciuto fino a quel momento.
Il colonnello Zapt, che vuole mettere il re davanti alle sue nuove responsabilità, si reca nello scantinato ma Rudolf è sparito, mentre il suo fedele servitore Joseph giace morto. Uno dei cortigiani, Rupert di Hentzau, sembra essere in combutta con Michael ma, in realtà, complotta insieme ad Antoinette, l'amante del re. Poiché Michael vuole uccidere il fratellastro, Hentzau chiede a Rassendyl del denaro per avere indietro il re vivo. L'inglese si reca nella stanza di Antoinette e si mette d'accordo con lei per penetrare nel castello dove si trova il sovrano rapito.
Il re è stato portato nel castello di Zenda che appartiene a Michael. Quest'ultimo cerca di far firmare al re l'abdicazione, ma Rudolf si rifiuta. Un messaggero di Antoinette giunge al castello con i piani per far attraversare il fossato a Rassendyl che dovrebbe raggiungere e salvare il re prima che sia lanciato qualsiasi allarme perché altrimenti alle guardie è stato dato l'ordine di uccidere il prigioniero. Sembra che il piano funzioni finché Hentzau non entra nella stanza di Antoinette, dove la bacia. Michael li sorprende e ingaggia un combattimento con Rupert che finisce per ucciderlo. La donna, allora, gli confessa il piano per salvare il re ed Hentzau ferma il messaggero che sta per abbassare il ponte levatoio che farebbe entrare nel castello le truppe del colonnello Zapt, uccidendolo. Rassendyl riesce ad eliminare le guardie che stanno per uccidere il re e ingaggia un duello con Hentzau, nel corso del quale taglia la corda che fa abbassare il ponte. Le truppe lealiste riescono finalmente a prendere il castello e il re viene salvato, mentre Hentzau si tuffa nelle acque del fossato.
Rudolf, ritornato a corte, sembra aver riacquistato onorabilità e decoro. Il colonnello Zapt insiste per mantenere il segreto sulla doppia identità del re che viene rivelata solo a Flavia. Quando lei incontra nuovamente l'uomo di cui si è innamorata, sceglie di lasciarlo per mantenere fede alla propria parola d'onore che la vuole sposa del re e regina di Ruritania.

## Produzione
Il film fu prodotto dalla Selznick International Pictures e venne girato in California.

## Distribuzione
Distribuito dall'United Artists, fu presentato in prima a New York il 2 settembre 1937.